# Tubo flotador

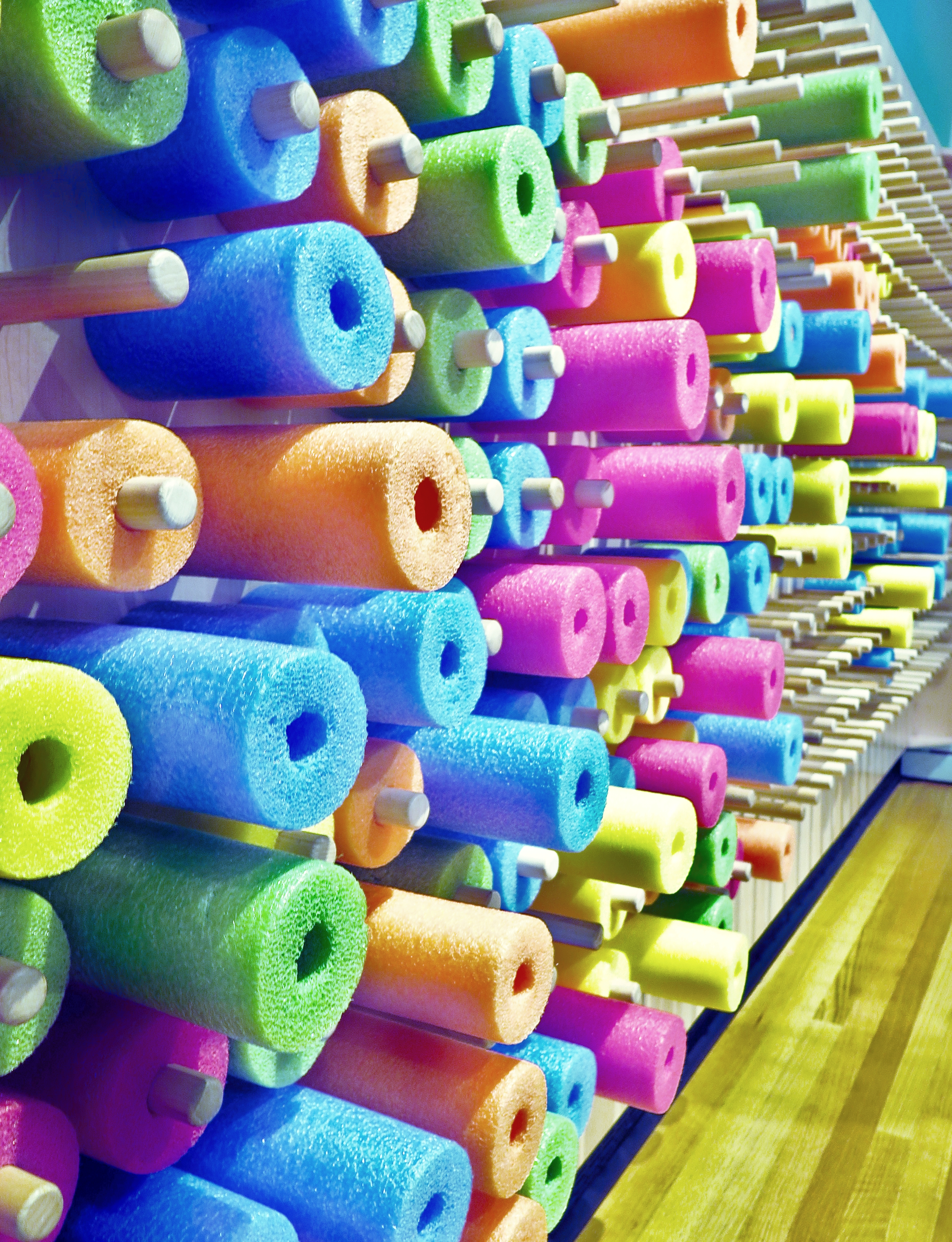
Tubos flotadores huecos de diferentes colores.

Se denomina tubo flotador, «churro» de piscina o «flota flota» a un flotador cilíndrico o poligonal flexible de espuma de polietileno expandido (EPE) utilizado normalmente en playas o piscinas como elemento flotante.
El tubo flotador se usa como objeto lúdico en el agua y para el ejercicio acuático, para lo cual se fabrican con distintas densidades, compactos o huecos, y con la posibilidad de enlazarlos entre sí mediante «conectores» del mismo material. Las dimensiones más comunes están alrededor de los 160 cm de largo y 7 cm de diámetro. En las primeras fases del aprendizaje a nadar, especialmente en los niños, no se recomienda su uso. Tampoco se recomienda emplearlo, en el caso de rescates, como sustituto del aro salvavidas; únicamente como material auxiliar.

## Otros usos

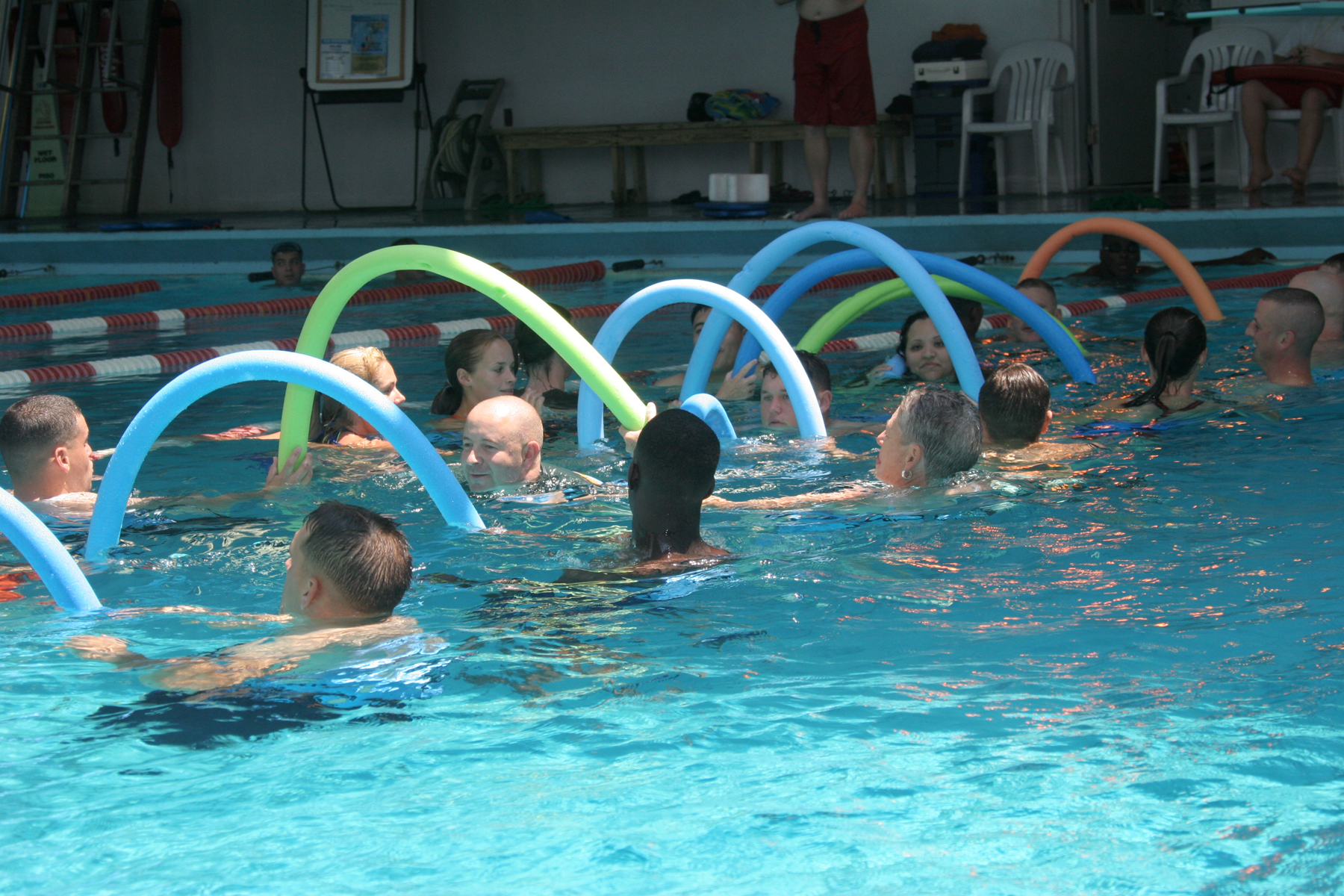
«Churros» o «flota flota» usados durante una clase de aeróbic.

Los churros de piscina son similares en aspecto a las coquillas que recubren las conducciones hidráulicas como aislante térmico y en algunos casos se han empleado churros como sustitutos de las coquillas, si bien el material y las características de ambos elementos no tienen nada en común. En general, las fundas de aislamiento de tuberías están hechas de espuma de caucho EPDM, que tiene mayor resistencia a altas temperaturas que la espuma de polietileno expandido. 

## Más información
- Cavert, Chris; Sikes, Sam (1997). 50 Ways to Use Your Noodle. ISBN 0-9646541-1-3. (requiere registro).
- Cavert, Chris; Sikes, Sam (2002). 50 More Ways to Use Your Noodle. ISBN 0-9646541-5-6.

- Datos: Q1428255
- Multimedia: Pool noodles / Q1428255